# 53 г. пр.н.е.
53 (петдесет и трета) година преди новата ера (пр.н.е.) е година от доюлианския (Помпилийски) римски календар.

## Събития

### В Римската република
- Длъжността на интеррекс се изпълнява от Марк Валерий Месала Нигер и Квинт Цецилий Метел Пий Сципион. От юли консули на републиката са Гней Домиций Калвин и Марк Валерий Месала Руф.
- Галски войни:
  - Пролет – Юлий Цезар набира два допълнителни легиона (XIV и XV) и заема още един от Гней Помпей като предпазна мярка срещу очаквано галско въстание.[1]
  - Цезар разбива Амбиорикс и предвожданите от него бунтуващи се племена.
- Партска война:
  - Римляните, под предводителството на Марк Лициний Крас, претърпяват пълно поражение в битката при Каре. Крас е пленен и екзекутиран.[2]
- При завръщането на Помпей, който отказва да приеме позицията на диктатор, през юли в Рим са проведени успешно избори за консули.[3]
- Консулите трябва веднага да насочат вниманието си към избирането на висши магистрати за следващата година, но сред нови корупционни скандали и въоръжени сблъсъци между привържениците на Публий Клодий Пулхер (кандидат за претор) и Тит Аний Милон (кандидат за консул) за поредна година не са избрани редовни консули.[3][4]

## Родени
- Ян Сюн, китайски философ (умрял 18 г.)

## Починали
- Марк Лициний Крас, римски политик и военачалник (роден ок. 115 г. пр.н.е.)
- Абгар II, владетел на Осроене